# Huset Lancaster
Kongehuset Lancaster (den røde rose) regerede i England fra 1399 til 1471.
Fra 1455 til 1485 rasede Rosekrigene, hvor Huset Lancaster og Huset York kæmpede om den engelske trone.

## Engelske konger af Huset Lancaster
- 1399 – 1413: Henrik 4.
- 1413 – 1422: Henrik 5.
- 1422 – 1461 og 1470 – 1471 Henrik 6.

## Hertugdømmet Lancaster
Ved afslutningen af Rosekrigene dannede England og Lancastershire en union.
Formelt er Lancaster stadigt i personalunion med England. Derfor fører den engelske monark også titlen Hertug af Lancaster. Reelt blev Lancastershires selvstyre afskaffet i 1873.
Indtægterne fra Hertugdømmet Lancaster tilfalder den engelske monark.